# Dariusz Gabrel
Dariusz Tadeusz Gabrel (ur. 10 maja 1969 w Dąbrowie Białostockiej) – polski prawnik, prokurator, w latach 2007–2016 dyrektor Głównej Komisji Badania Zbrodni przeciwko Narodowi Polskiemu i zastępca prokuratora generalnego.

## Życiorys
Absolwent Liceum Ogólnokształcącego w Suchowoli oraz Wydziału Prawa Kanonicznego i Świeckiego Katolickiego Uniwersytetu Lubelskiego (1992). Na tej samej uczelni w 2013 uzyskał stopień doktora nauk prawnych ze specjalnością w zakresie prawa wyznaniowego.
Odbył aplikację prokuratorską, następnie pracował jako w Prokuraturze Rejonowej w Sokółce. Od 1998 do 2002 był dyrektorem w MSWiA. W 2002 został prokuratorem Oddziałowej Komisji Ścigania Zbrodni przeciwko Narodowi Polskiemu w Warszawie. 1 listopada 2006 powołany na prokuratora Głównej Komisji Badania Zbrodni przeciwko Narodowi Polskiemu. 15 lutego 2007 został dyrektorem Głównej Komisji Badania Zbrodni przeciwko Narodowi Polskiemu i zastępcą prokuratora generalnego. Pełnił te funkcje do maja 2016. Zasiadł również w Polsko-Rosyjskiej Grupie do Spraw Trudnych.
W 2009 odznaczony Krzyżem Oficerskim Orderu Odrodzenia Polski.
Dariusz Gabrel jest żonaty, ma troje dzieci.